# Diuretici koji štede kalijum
Diuretici koji štede kalijum su diuretički lekovi koji ne promovišu sekreciju kalijuma u urin.
Diuretici koji štede kalijum deluju u sabirnim tubulima i vrlo su slabi diuretici. Predstavnici su spironolakton, triamteren i amilorid.
Zajednička karakteristika ovih diuretika je samo ta što povećavaju diurezu bez povećanog gubitka kalijuma a po drugim karakteristikama su različiti. Zato se mogu podeliti u dve grupe:
- inhibitori natrijumskih kanala bubrežnog epitela (amilorid i triamteren). Gotovo nikad se ne koriste sami za sebe već u kombinaciji s hidrohlorotiazidom. Deluju na završnom delu distalnog tubula i u kortikalnom delu sabirnih kanalića. Inhibiraju resorpciju natrijuma u zamenu za kalijumove i vodonikove jone blokadom natrijumovih kanala. Ti diuretici imaju vrlo slabo diuretsko delovanje.
- antagonisti aldosterona (spironolakton i kalijum kanrenoat) - sintetski su steroidi koji se kompetitivno vežu za receptorska mesta na citoplazmatskim receptorima u ćelijama sabirnih kanalića. Time onemogućavaju vezivanje aldosterona pri čemu dolazi do smanjene resorpcije natrijuma i smanjenja izlučivanja kalijuma i vodonikovih jona. Dejstvo mu je, kombinacije sa drugim diureticima imaju dobar efekat, a takve kombinacije se upotrebljavaju pri lečenju hipertenzije i edema. Za razliku od drugih diuretika mogu se koristiti i kod primarnog hiperaldosteronizma tj. hiperplazije nadbubrežne žlezde. Poslednjih godina FDA je odobrio novi antagonist aldosterona, eplerenon koji predstavlja drugu generaciju takvih lekova.

### Spironolakton
Spironolakton ima ograničeno diuretsko dejstvo. Antagonist je mineralokortikoidnog hormona aldosterona koji se kompetitivno vezuje za aldosteronske receptore u ćelijama distalnog tubula. Kompleks spironolakton-receptor ne vezuje se za DNK, pa se ne odvijaju ni procesi koji bi usledili: transkripicija, translacija i sinteza proteinskih medijatora. Rezultat toga je inhibicija uticaja aldosterona na retenciju jona natrijuma i istovremeno smanjenje sekrecije jona kalijuma. Spironolakton takođe smanjuje i sekreciju jona vodonika i izlučivanje mokraćne kiseline.
Spironolakton se dobro resorbuje iz digestivnog trakta. Poluvreme eliminacije iznosi samo 10 minuta, ali njegov aktivni metabolit kanrenon ima poluvreme eliminacije od 16 sati. Spironolakton ne ispoljava dejstvo odmah, već postoji latentni period od nekoliko dana.
Koristi se u terapiji insuficijencije srca, primarnog hiperaldosteronizma (Connov sindrom) i sekundarnog hiperaldosteronizma prouzrokovanog cirozom jetre komplikovanom ascitom.
Gastrointestinalni poremećaji nastaju veoma često. Spironolakton, sam po sebi, izaziva hiperkalijemiju, a verovatno i metaboličku acidozu. Dejstva na steroidne receptore u tkivima van bubrega mogu dovesti do ginekomastije, poremećaja menstrualnog ciklusa i atrofije testisa. Registrovani su i slučajevi peptičkog ulkusa.

### Amilorid
Amilorid je derivat pteridina. Direktnim delovanjem na transport jona u nefronu pospešuje izlučivanje natrijuma u mokraću i smanjuje gubitak kalijuma. On blokira Na+/K+ transporter koji iz primarne mokraće uzima natrijum, a u mokraću izbacuje kalijum. On nije antagonist aldosterona i ne utiče na aldosteron. Njegovo delovanje se izvrsno nadopunjuje sa delovanjem tiazida pa se može kombinovati sa tiazidima, a najviše se kombinuje sa hidrohlorotiazidom. Postoje fiksne kombinacije amilorida i hidrohlorotiazida sa optimalnim dozama.
Amilorid se slabije resorbuje, maksimalno dejstvo pokazuje nešto sporije (6h) i traje oko 24 sata. Najvećim delom se izlučuje nepromenjen putem bubrega.
Primenjuje se za lečenje hipertenzije ili edema u bolesnika u kojih se ne sme rizikovati eventualna hipokalijemija i koristi se u lečenju hipertenzije ili edema u bolesnika sa već postojećom hipokalijemijom.
Od nuspojava mogu se javiti hiperkalijemija, metabolička acidoza, ospa na koži. Gastrointestinalni poremećaji su retki.

### Triamteren
Triamteren je kao i amilorid derivat pteridina, a delovanje mu je isto kao i kod amilorida - blokira Na+/K+ transporter jona na unutrašnjoj površini nefrona. Time dolazi do povećanog izlučivanja natrijuma i smanjenog izlučivanja kalijuma.
Triamteren se dobro resorbuje iz gastroinetestinalnog trakta. Dejstvo mu nastupa posle 2 sata i traje 12-16 sati. Delimično se metaboliše u jetri, a delimično izlučuje nepromenjen putem bubrega. Dolazi u obliku kombinacija sa hidrohlorotiazidom. Takva kombinacija je vrlo povoljna jer se ta dva diuretika nadopunjuju u svom delovanju - triamteren briše negativno delovanje hidrohlorotiazida na koncentraciju kaliuma u krvi.
Ova kombinacija primenjuje se u slučajevima hipertenzije, edema srčanog porekla, ciroze jetre sa ascitesom i edema. Nuspojave su iste kao kod amilorida.

## Spoljašnje veze
- Potassium+Sparing+Diuretics на 